# Gmach Syndykatu Polskich Hut Żelaza
Gmach Syndykatu Polskich Hut Żelaznych (także Gmach Syndykatu Polskich Hut Żelaza) − budynek przy ul. Józefa Lompy 14 w katowickiej dzielnicy Śródmieście, wybudowany w dwudziestoleciu międzywojennym.
Gmach wzniesiono dla Syndykatu Polskich Hut Żelaznych w 1928 lub 1931 (podawana jest także data 1930), według projektu Tadeusza Michejdy i Lucjana Sikorskiego z 1928. Wybudowano go w stylu "nowoczesnego klasycyzmu" z tynkami mineralnymi. Witraże wykonała firma S.G. Żeleński z Krakowa. Blokowa bryła jest surowa, rozbita portykiem elewacji głównej.
W dwudziestoleciu międzywojennym pod numerem 14 swoją siedzibę miała ambasada Finlandii; obecnie mieści się w nim Centrala Zaopatrzenia Hutnictwa i wydziały katowickiego Sądu Rejonowego oraz Sądu Okręgowego.